# Chrysler Pacifica (CS)
Der Chrysler Pacifica ist ein von 2002 bis 2007 produziertes Pkw-Modell des Automobilherstellers DaimlerChrysler, das Eigenschaften eines Kombis, eines Vans und eines Sport Utility Vehicles miteinander verbindet und deshalb als Crossover-SUV bezeichnet wird.
Chrysler verwendet den Namen Pacifica seit 2016 abermals, diesmal jedoch für einen Van.

## Modellgeschichte
Erstmals verwendet wurde der Name Pacifica von Chrysler für ein Konzeptfahrzeug das auf der NS-Plattform des Chrysler Town & Country basiert und anlässlich dessen 15. Produktionsjubiläum gefertigt wurde.
Dem Fahrzeug voraus gingen das Konzeptfahrzeug Chrysler Citadel auf der North American International Auto Show (NAIAS) 1999 und ein seriennahes Konzeptfahrzeug gleichen Namens, das (NAIAS) 2002 gezeigt wurde. Einige Monate später wurde auf der New York International Auto Show (NYIAS) das Serienmodell formal erstmals präsentiert.
Die Produktion des ausschließlich in Nordamerika angebotenen Modells begann August 2002 im Chrysler-Werk in Windsor (Ontario) in Kanada. Als der Pacifica im Modelljahr 2004 eingeführt wurde, war er unterhalb des Chrysler Aspen positioniert.
Mitte 2006 wurde eine Faceliftversion vorgestellt.
Die Herstellung wurde im November 2007 nach rund 400 000 Exemplaren aufgrund zu geringer Nachfrage eingestellt. Der Verkauf endete schließlich im Modelljahr 2008.
Als indirekter Nachfolger im Chrysler-Markenverbund kann der etwas kleinere Dodge Journey gesehen werden.
Mit dem Modelljahr 2017 wurde der Name Pacifica durch den Nachfolger des Chrysler Town & Country wiederbelebt.

## Design

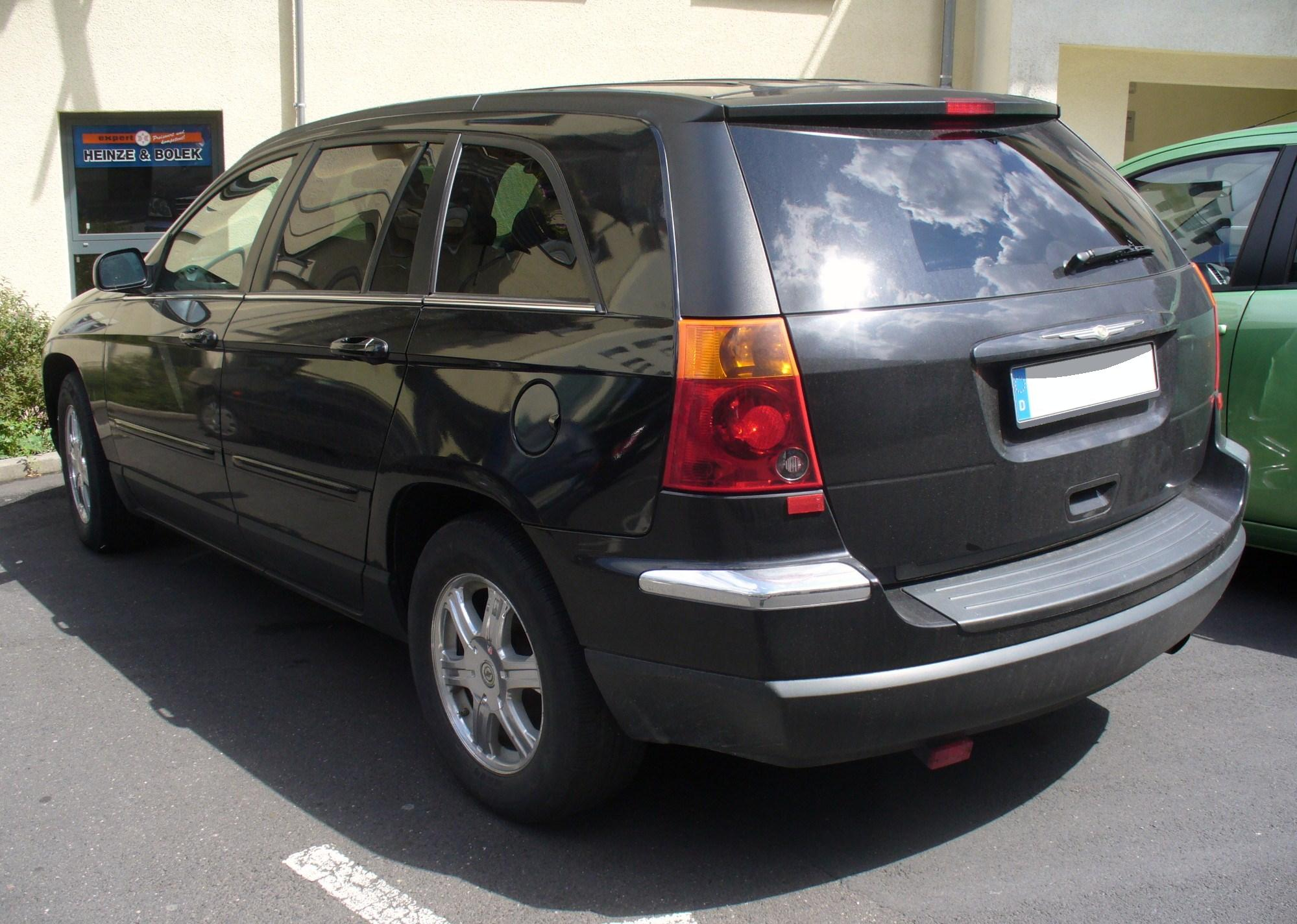
Heckansicht

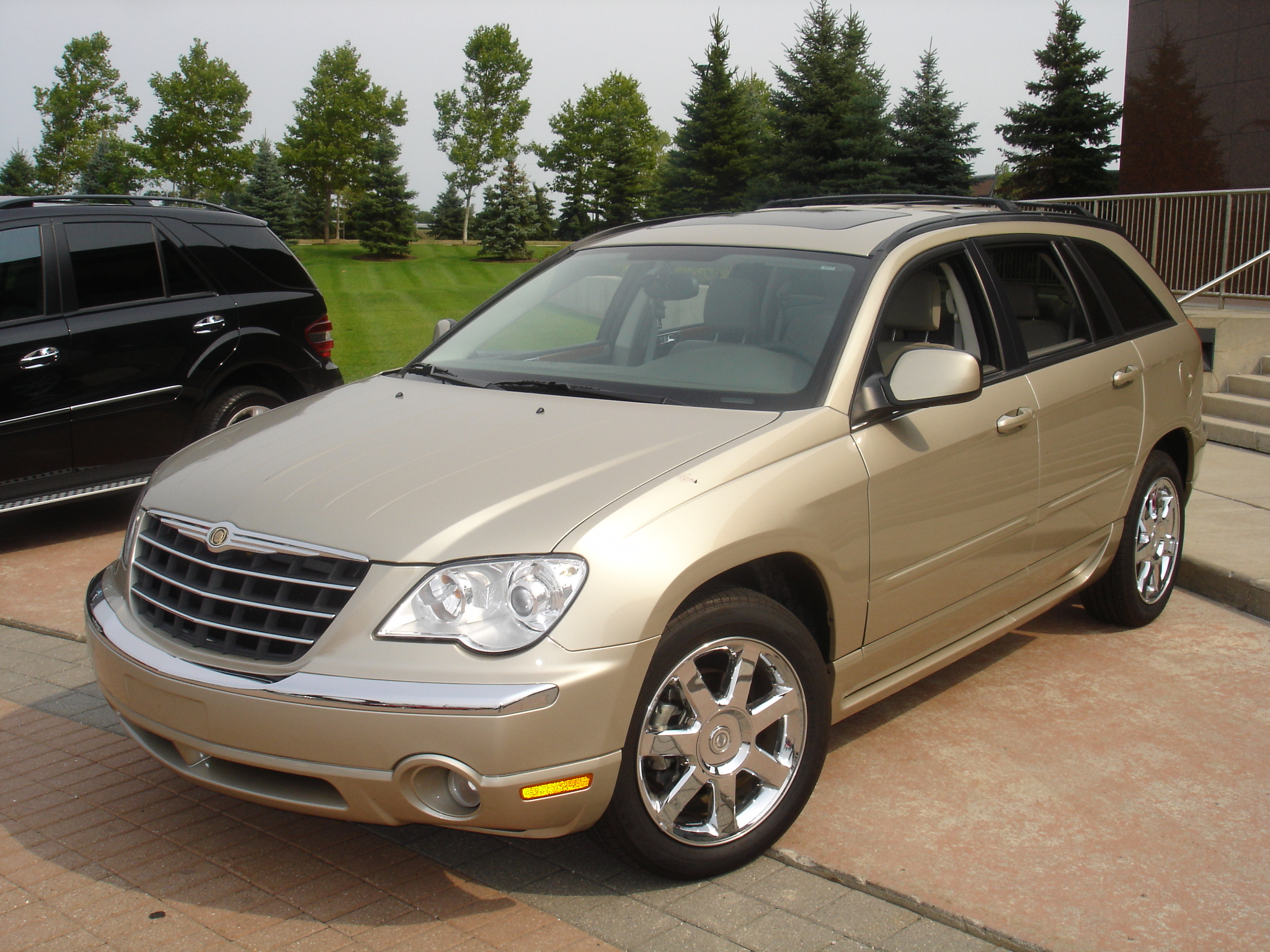
Chrysler Pacifica (2006–2007)

Unter der Leitung von Freeman Thomas entstand das Design des Fahrzeugs. Der etwa 5,05 Meter lange Wagen begründete damit eine neue Unterkategorie der SUV – genannt Crossover.
Gekennzeichnet ist der Pacifica an der Front von einem relativ großen Kühlergrill, einem angedeuteten Unterfahrschutz, etwas kantigeren Frontleuchten als bei der Studie und zwei breiten Chromeinlagen im Stoßfänger. Die Seitenansicht ist von einer Lichtkante geprägt, die in den Kotflügeln beginnt und in den Heckleuchten ausläuft. Außerdem ist je nach Version, wie auch an Front und Heck, der untere Bereich der Türen mit dunkelgrauem Kunststoff verkleidet. Am schlicht und geradlinig gestalteten Heck wird die Scheibe optisch durch die bis zu den Heckleuchten auslaufende Dachreling verbreitert. Im Interieur gibt es je nach Ausstattung fünf Sitze in zwei Reihen oder sechs Sitze in drei Reihen, die sich zu einem ebenen Laderaum umklappen lassen. Das Cockpit ist rundlich gestaltet und eine Besonderheit ist der im Tachometer befindliche Bildschirm für das Navigationssystem.
Beim Facelift wurde vorwiegend das Design der Front überarbeitet. So gab es nun rundlichere, silber statt grau gefärbte Scheinwerfer und einen leicht veränderten Kühlergrill mit drei an Stelle von vier verchromten Querstreben. Außerdem wurde die Frontschürze umgestaltet und eine durchgängige Chromleiste ersetzte die zweigeteilte Vorgängerversion. Am Heck wurde lediglich der Stoßfänger etwas anders gestaltet. Des Weiteren wurde die seitliche Lichtkante durch die neuen Kotflügel optisch verkürzt, die Außenspiegel vergrößert und die Oberfläche der Motorhaube durch längliche Sicken abgeändert.

## Ausstattung
Zu Verkaufsbeginn war das schlicht Pacifica genannte Modell die einzige Ausstattungslinie, ab Modelljahr 2005 gab es dann die Versionen Base (seit Modelljahr 2006 LX), die höherwertige Touring-Version und das Topmodell Limited sowie das Sondermodell Signature Series. Zur Serienausstattung gehörte immer ein CD-Radio mit sechs Lautsprechern, ein Multifunktionslenkrad mit Tempomat sowie ein achtfach elektrisch verstellbarer Fahrer- und ein vierfach elektrisch verstellbarer Beifahrersitz. Weiterhin gab es 17-Zoll-Räder, eine elektrische Servolenkung, eine Reifendruckwarnanzeige, elektrisch anklappbare Außenspiegel und eine Zwei-Zonen-Klimaanlage. Die Sicherheitsausstattung umfasste ESP, einen Bremsassistenten, Front- und Seiten/Kopf-Airbags für alle Sitzreihen ebenso einen Knieairbag für den Fahrer und eine Diebstahlwarnanlage. Besonderheiten der je nach Modell verfügbaren Sonderausstattungen waren die elektrisch verstellbaren Pedale, Ledersitze mit Memoryfunktion für Radio, Außenspiegel und Fahrersitz, ein Infinity-Soundsystem mit CD/DVD-Wechsler, ein DVD-System mit Bildschirm und Fernbedienung für die Fondpassagiere, eine elektrisch betätigte Heckklappe, ein Navigationssystem oder verchromte 19-Zoll-Leichtmetallräder.
Neue Leichtmetallräder, eine Rückfahrkamera und spezielle Sitzbezüge aus schmutz-, wasser- und geruchsabweisendem und antistatischem Material waren weitere Merkmale der modellgepflegten Version.

## Technik
Basierend auf Chryslers RS-Plattform, die die Großraumlimousinen Chrysler Voyager/Grand Voyager und Dodge Caravan/Grand Caravan nutzen, entstand eine leicht angepasste Version namens CS, die allein der Pacifica verwendet. Diese Änderungen waren notwendig, da der Pacifica wahlweise mit Front- oder Allradantrieb erhältlich war. Anfangs besaß er einen 3,5-l-V6-Ottomotor mit einer maximalen Leistung von 184 kW (250 PS), der aus dem Chrysler 300M übernommen und mit einem Vierstufen-Automatikgetriebe kombiniert wurde. Später wurde dieser durch zwei unterschiedliche Sechszylinder-V-Ottomotoren mit einer maximalen Leistung von 160 kW (218 PS) in der 3,8-Liter-Version oder einer maximalen Leistung von 186 kW (253 PS) im 4,0-Liter-Modell ersetzt.

## Technische Daten
|                                            | 3.5 V6                         | 3.8 V6                         | 4.0 V6                         |
| ------------------------------------------ | ------------------------------ | ------------------------------ | ------------------------------ |
| Motorart                                   | Ottomotor                      | Ottomotor                      | Ottomotor                      |
| Motorbauart                                | Sechszylindermotor in V-Bauart | Sechszylindermotor in V-Bauart | Sechszylindermotor in V-Bauart |
| Hubraum                                    | 3518 cm³                       | 3778 cm³                       | 3952 cm³                       |
| max. Leistung bei min−1                    | 184 kW (250 PS)/6400           | 160 kW (218 PS)/5000           | 186 kW (253 PS)/6000           |
| max. Drehmoment bei min−1                  | 339 Nm/3950                    | 318 Nm/4000                    | 343 Nm/4100                    |
| Getriebe, serienmäßig                      | 4-Stufen-Automatikgetriebe     | 4-Stufen-Automatikgetriebe     | 6-Stufen-Automatikgetriebe     |
| Kraftstoffverbrauch, kombiniert auf 100 km |                                | 12,7 l Super                   | 12,8 l Super                   |
| Kraftstoffeffizienz                        |                                | 18,5 mpg (US)                  | 18,5 mpg (US)                  |
| CO2-Emission, kombiniert                   |                                | 295 g/km                       | 297 g/km                       |